# Fieke Boekhorst
Josephine Francisca Maria („Fieke”) Boekhorst-Van Griensven (ur. 18 grudnia 1957 w Helmond) – holenderska hokeistka na trawie. Złota medalistka olimpijska z Los Angeles.
Zawody w 1984 były jej jedynymi igrzyskami olimpijskimi, Holenderki triumfowały. W turnieju rozegrała pięć spotkań (5 goli). Łącznie w reprezentacji Holandii wystąpiła w 116 meczach i strzeliła 128 bramek (1978-1985). Była znana z mocnego strzału, zwłaszcza po krótkim rogu. W 1978 i 1983 znajdowała się wśród mistrzyń świata, w 1981 była srebrną medalistką tej imprezy. W 1984 została mistrzynią Europy. Karierę zakończyła w 1986 z powodu kontuzji.